# Пиоцо
Пио̀цо (на италиански: Piozzo; на пиемонтски: Pioss, Пиос) е село и община в Северна Италия, провинция Кунео, регион Пиемонт. Разположено е на 327 m надморска височина. Населението на общината е 1003 души (към 2010 г.).